# Чобра таш
Скално-култовият комплекс Чобра таш се намира на 8 km северно от гр. Котел (област Сливен) в северното подножие на превала на Котленския проход. Местните жители наричат местността, в която е разположен обекта, Чубрата или Чобрата.

## Описание и особености
Едноименната местност (Чобра таш) е необработваема, обрасла с папрат, храсти и дървета, а теренът е сравнително равен и само в източния край рязко преминава във възвишение, на чийто връх се наблюдават група скали. Те са с различна големина и форма, като никоя от тях не надхвърля височина 5 m. Върху горната повърхност на много от скалите са издълбани т.нар. „басейни“ с диаметър от 0,50 m до 2,40 m, дълбочина от 0,10 m до 0,60 m и улей за изтичане на събраната вода в единия край. На около 300 m западно от тези скали има подобна група камъни, чиято височина е около 2 m. На тяхната повърхност се наблюдават същите по форма и размер вдълбавания. След още 200 m на запад, от южната страна на монолитна скала, която по нищо не се отличава от околните, е издълбана скална гробница, която е почти унищожена. Целият скално-култов комплекс се разглежда като тракийско светилище, като освен споменатите басейни, на място се наблюдават следните елементи характерни за подобен вид сакрални места – „землен вал“, „скални ниши“, „трон“ и „стъпала“, водещи към места, определени като „централен олтар“ и „култова площадка“.

### Откритие
Археологическият обект е публикуван за пръв път през 1988 г. от българския археолог Петър Бънов, а от 1997 г. е включен в Археологическата карта на България под № 72480.

### Археологическо проучване
Резултатите от археологическото проучване на Скално-култовия комплекс Чобра таш през 2004 г. не позволяват категорични изводи нито за характера на обекта, нито точното му датиране. По време на археологическото проучване е проведена консултация със специалист – геолог, който изказва мнение, че т.нар. „скални ниши“, „жертвеници“, „тронове“, „стъпала“ и „ритуална площадка“ са естествени природни форми, а не са резултат от човешка дейност. Липсват археологически доказателства, че мястото е било почитано.
През археологически сезон 2004 г. Скално-култовият комплекс Чобра таш е проучен от археолозите Румяна Георгиева и Милен Николов. Проучването е предизвикано от обстоятелството, че местността е разкопавана системно от иманяри, включително и със земекопна техника. Броят на изкопите е 27, като най-големият от тях е с дълбочина 2,10 m и диаметър 4 m. При археологическото проучване на се открити каквито и да било находки (в изхвърлената от иманярите пръст е намерен само фрагмент от ръчно направен съд с предполагаемо датиране в І хил. пр. Хр.).
В рамките на това проучване, археолозите имат за цел да установят характера на обекта и да прецизират неговото датиране, както и да разчистят пространството пред входа на скалната гробница, за да се уточни времето на нейното създаване и използване.
По време на проучването са заложени два сондажа и са разчистени две иманярски ями, като е проверена и пръстта от изкопите, направени с багер. Сондаж № 1 (с размери 5 × 1,5 m) е разположен под скален къс в югозападната част на скалната група, върху който има три вдълбавания, смятани за „ниши“, които са една до друга, имат издължена елипсовидна форма и заемат най-долната част на скалата, като достигат до нивото на почвата. По време на разкопките не са открити археологически материали. В пласта 0,60 – 0,70 m са регистрирани дребни въглени без изявена концентрация. На дълбочина 0,70 m е достигната материкова почва.
На 4 m югоизточно от т.нар. „ритуална площадка“, разположена върху най-високата скала в източната част на възвишението, е заложен втори сондаж, който обхваща пространство с размери 5,5 × 2 m, като изкопите в него са с размер 1 × 1 m и са реализирани шахматно. Основната скала е разкрита на дълбочина 0,80 m. Не са открити никакви археологически материали.
Мястото, където се намира скалната гробница, силно наподобява могила, чийто връх е скалата, в която е издълбано съоръжението. Пред входа ѝ по време на проучването през лятото на 2004 г. е регистриран иманярски изкоп, който значително е променил терена. Гробница е полусферична, с ширина на входа 1,1 m, височина 1,46 m и диаметър до 2,3 m. Запазената част от пода и стените на гробницата са много добре загладени. Западната част на входа е унищожена, а източната е вертикално издълбана като улей с ширина 0,35 и височина 0,70 m. Той е конструктивно свързан с камерата и вероятно има отношение към начина, по който тя е била затваряна.
При проучването на пространството пред входа на гробницата е заложен сондаж с размери 8 × 3,50 m и ориентация север-юг. В източната му половина, на дълбочина 0,20 m, археолозите се натъкват на пласт от ломени камъни с различна големина, които са натрупани в няколко реда и следват наклона на терена, който се издига като могила към гробницата. В западната част на сондажа, където този пласт от камъни липсва, на същата дълбочина е регистрирано вкопаване с дължина 7,50 m и неустановена ширина, чиито пълнеж е от черна пръст, камъчета, дребни въглени и няколко фрагмента от съдове с глеч. Непосредствено пред западния край на входа на гробницата са открити камъни, образуващи правилна редица в посока изток-запад. След разширяване на сондажа се установи, че това е зид с дължина 2,50 m, ширина 0,50 – 0,70 m и запазена височина 0,65 m. Зидът е съставен от ломени камъни с различна големина, редени без спойка. Според археолозите зидът е преграждал входа на гробницата в един по-късен период от нейното използване. По всяка вероятност за построяването на зида са били вадени камъните, покриващи пространството пред входа от запад. В сондажа са открити и два фрагмента от ръчно изработени съдове от І хил. пр. Хр., които е възможно да са попаднали там и с пръстта, с която е бил запълнен споменатият изкоп.
Според археолозите Румяна Георгиева и Милен Николов т.нар „скална гробница“, би могла да се сравни с паметници от първата половина на I хил. пр. Хр., но проучването им регистрира само вторичното ползване на обекта през късното Средновековие.